# Arcidiocesi di Patna
L'arcidiocesi di Patna (in latino Archidioecesis Patnensis) è una sede metropolitana della Chiesa cattolica in India. Nel 2021 contava 68.620 battezzati su 36.934.520 abitanti. È retta dall'arcivescovo Sebastian Kallupura.

## Territorio
L'arcidiocesi comprende per intero i distretti di Aurangabad, Patna, Nalanda, Nawada, Lakhisarai, Sheikhpura, Gaya, Jehanabad, e parte di quelli di Jamui e di Munger nello stato indiano del Bihar.
Sede arcivescovile è la città di Patna, dove si trovano la cattedrale della Regina degli Apostoli e la pro-cattedrale di San Giuseppe.
Il territorio è suddiviso in 36 parrocchie.

### Provincia ecclesiastica
La provincia ecclesiastica di Patna, istituita nel 1999, comprende le seguenti suffraganee:
- la diocesi di Bettiah,
- la diocesi di Bhagalpur,
- la diocesi di Buxar,
- la diocesi di Muzaffarpur,
- la diocesi di Purnea.

## Storia
La prefettura apostolica di Bettiah fu eretta il 20 aprile 1892 con il decreto Cum Reverendissimus di Propaganda Fide, ricavandone il territorio dalla diocesi di Allahabad. Era aggregata alla provincia ecclesiastica dell'arcidiocesi di Agra.
Il 19 maggio 1893 incorporò, dalla stessa diocesi di Allahabad, tutto il territorio del regno del Nepal, più vasto dell'estensione originaria della prefettura apostolica.
Il 10 settembre 1919 con il breve In suprema Principis di papa Benedetto XV la prefettura apostolica incorporò una porzione del territorio dalla diocesi di Allahabad, fu elevata a diocesi e assunse il nome di diocesi di Patna. Originariamente era suffraganea dell'arcidiocesi di Calcutta. In precedenza Patna era stata sede di un vicariato apostolico dal 7 febbraio 1845 al 1º settembre 1886: l'antico vicariato apostolico è divenuto oggi la diocesi di Allahabad. La nuova diocesi fu affidata ai gesuiti della provincia del Missouri, dopo la divisione della provincia nel 1923 la diocesi nel 1930 fu affidata alla provincia di Chicago.
Il 19 settembre 1953 entrò a far parte della provincia ecclesiastica dell'arcidiocesi di Ranchi.
Successivamente cedette porzioni del suo territorio a vantaggio dell'erezione di nuove circoscrizioni ecclesiastiche e precisamente:
- la prefettura apostolica di Bhagalpur (oggi diocesi) il 3 agosto 1956; alla stessa circoscrizione cedette altri territori l'8 ottobre 1970 e nel 1984;
- la diocesi di Muzaffarpur il 6 marzo 1980;
- la missione sui iuris del Nepal (oggi vicariato apostolico) il 7 ottobre 1983.

Il 16 marzo 1999 la diocesi è stata elevata al rango di arcidiocesi metropolitana con la bolla Indicos intra fines di papa Giovanni Paolo II.
Il 12 dicembre 2005 ha ceduto un'altra porzione di territorio a vantaggio dell'erezione della diocesi di Buxar.

## Cronotassi dei vescovi
Si omettono i periodi di sede vacante non superiori ai 2 anni o non storicamente accertati.
- Hilarion (Johannes Baptist) Valentin, O.F.M.Cap. † (26 giugno 1892[3] - 1910 dimesso)
  - Sede vacante (1910-1914)
- Eugen Remigius Schwarz, O.F.M.Cap. † (1914 - febbraio 1918 deceduto)
  - Sede vacante (1918-1920)
- Louis Van Hoeck, S.I. † (20 luglio 1920 - 15 febbraio 1928 nominato vescovo di Ranchi)
- Bernard James Sullivan, S.I. † (15 gennaio 1929 - 6 giugno 1946 dimesso[4])
- Augustine Francis Wildermuth, S.I. † (12 giugno 1947 - 6 marzo 1980 ritirato)
- Benedict John Osta, S.I. † (6 marzo 1980 - 1º ottobre 2007 ritirato)
- William D'Souza, S.I. (1º ottobre 2007 - 9 dicembre 2020 dimesso)
- Sebastian Kallupura, succeduto il 9 dicembre 2020

## Statistiche
L'arcidiocesi nel 2021 su una popolazione di 36.934.520 persone contava 68.620 battezzati, corrispondenti allo 0,2% del totale.
| anno | popolazione | popolazione | popolazione | presbiteri | presbiteri | presbiteri | presbiteri                | diaconi | religiosi | religiosi | parrocchie |
| anno | battezzati  | totale      | %           | numero     | secolari   | regolari   | battezzati per presbitero | diaconi | uomini    | donne     | parrocchie |
| ---- | ----------- | ----------- | ----------- | ---------- | ---------- | ---------- | ------------------------- | ------- | --------- | --------- | ---------- |
| 1950 | 26.837      | 29.462.450  | 0,1         | 93         | 11         | 82         | 288                       |         | 42        | 149       | 15         |
| 1970 | 47.681      | 51.000.000  | 0,1         | 125        | 17         | 108        | 381                       |         | 170       | 364       | 15         |
| 1980 | 57.293      | 47.386.111  | 0,1         | 158        | 26         | 132        | 362                       |         | 172       | 500       | 24         |
| 1990 | 59.688      | 14.304.000  | 0,4         | 124        | 40         | 84         | 481                       |         | 174       | 437       | 38         |
| 1999 | 66.110      | 27.255.119  | 0,2         | 150        | 52         | 98         | 440                       |         | 179       | 506       | 46         |
| 2000 | 67.153      | ?           | ?           | 175        | 57         | 118        | 383                       |         | 212       | 506       | 46         |
| 2001 | 68.496      | 28.356.216  | 0,2         | 179        | 61         | 118        | 382                       |         | 211       | 506       | 46         |
| 2002 | 69.865      | 29.490.465  | 0,2         | 187        | 65         | 122        | 373                       |         | 216       | 526       | 46         |
| 2003 | 71.262      | 30.080.274  | 0,2         | 192        | 64         | 128        | 371                       |         | 222       | 542       | 46         |
| 2004 | 72.687      | 30.681.879  | 0,2         | 187        | 59         | 128        | 388                       |         | 210       | 555       | 46         |
| 2005 | 54.120      | 24.709.333  | 0,2         | 165        | 57         | 108        | 328                       |         | 34        | 463       | 33         |
| 2013 | 63.944      | 32.062,662  | 0,2         | 141        | 53         | 88         | 453                       |         | 133       | 490       | 33         |
| 2016 | 66.761      | 34.991.000  | 0,2         | 155        | 61         | 94         | 430                       |         | 169       | 525       | 33         |
| 2019 | 67.700      | 36.309.000  | 0,2         | 159        | 64         | 95         | 425                       |         | 176       | 585       | 36         |
| 2021 | 68.620      | 36.934.520  | 0,2         | 144        | 64         | 80         | 476                       |         | 105       | 360       | 36         |